# Beauties À La Carte
Beauties À La Carte – film japońskiego reżysera Toshio Lee z 2013 roku. Pierwszy w historii kina film fabularny w technologii Ultra HD Film został zaprezentowany na Festiwalu Filmowym w Cannes w 2013 roku.